# هاووپول، نیوجرسی
هاووپول (به انگلیسی: Hopewell) شهری در ایالت نیوجرسی کشور ایالات متحده آمریکا است که جمعیت آن در سرشماری سال ۲۰۱۰ میلادی، ۱٬۹۲۲ نفر بوده‌است.